# Голишев Георгій Юхимович
Георгій Юхимович Голишев (? — ?) — український радянський діяч, голова Коростенського, Прилуцького та Криворізького окружних виконкомів, голова Маріупольської міської ради Донецької області. Член ВУЦВК у 1927—1938 роках. Член Центральної Контрольної Комісії КП(б)У в червні 1930 — січні 1934 р.

## Біографія
Член РКП(б) з 1918 року.
Служив у Червоній армії, брав участь у громадянській війні в Росії.
У 1923—1925 роках — начальник адміністративного відділу і заступник голови виконавчого комітету Сумської окружної ради.
З січня 1927 по 1928 рік — голова виконавчого комітету Коростенської окружної ради.
З 1928 по березень 1929 року — голова виконавчого комітету Прилуцької окружної ради.
У 1929—1930 роках — голова виконавчого комітету Криворізької окружної ради.
Перебував на відповідальній радянській роботі.
З 1932 року — 1-й заступник голови виконавчого комітету Харківської обласної ради.
З 1935 до березня 1937 року — голова Маріупольської міської ради Донецької області.
З березня 1937 року — голова Харківського міського відділу комунального господарства. Наприкінці 1937 року звільнений з роботи.
Подальша доля невідома.